# Жанаєва Шагангул Алдамжарівна
Шагангул Алдамжарівна Жанаєва (каз. Шағангүл Алдамжарқызы Жанаева, нар. 2 червня 1965) — казахстанська педагог. З 2010 року — директорка Педагогічного коледжу імені М. Ауезова (м. Семей). Почесний працівник освіти Казахстану, кандидат філологічних наук. Орден Барса II ступеня (2022).
Закінчила Педагогічний інститут імени Н. Крупської за фахом «учитель казахської мови та літератури» (1986).

## Нагороди
- Медаль «Почесний працівник освіти Республіки Казахстан», 2003 р.
- Нагрудний знак «І. Алтинсаріна», 2013
- Почесна грамота Міністерства освіти і науки Республіки Казахстан, 1996, 2003, 2007, 2018 ж.
- Почесна грамота акима Східно-Казахстанської області, 2009, 2012, 2017 ж.
- Медаль імени «М. О. Ауезова», 2015
- Указом Президента Республіки Казахстан святкова медаль «20 років Асамблеї народів Казахстану», 2015 р.
- Указом Президента Республіки Казахстан від 29 листопада 2016 року святкова медаль «25 років Незалежности Республіки Казахстан», 2016 р.
- Нагрудний знак «Қалаға сіңірген еңбек үшін», 2019 р.
- Премія «Тұлға» (Жезказган), 2020 р.
- Нагороджена Святковою медаллю «25 років Асамблеї народів Казахстану», 2020 р.
- Нагорода «За трудову відзнаку», 2021 р.
- Орден «Барис» ІІ ступеня, 2022 р.

## Авторські роботи
- монографія «Құбалаң замандағи құпія өлеңдер» (Алмати, «Глобус-2006» 260 б.);
- публікації у виданнях «Қазақстан мектебі», «Қазақ әдебієті», «Ертіс өңірі», «Жддиз», «Үлағат», «Бастауиш мектеп», «Бастауиш мектеп»
- книга «Алаштың білім ордасы», 2013 р.
- книга «Қоңыраули жылдар күмбірі», «Фоліант», 2015 р.
- книга «Алаштың білім ордасы», 2018 р.